# Håvdsjön
Uppslagsordet "Hovdsjön" leder hit. Ej att förväxla med Hovdesjön.
Håvdsjön är en sjö i Bräcke kommun i Jämtland och ingår i Ljungans huvudavrinningsområde. Sjön är 15 meter djup, har en yta på 5,74 kvadratkilometer och är belägen 270 meter över havet. Sjön avvattnas av vattendraget Lillsjöströmmen.

## Delavrinningsområde
Håvdsjön ingår i det delavrinningsområde (697982-148792) som SMHI kallar för Utloppet av Håvdsjön. Medelhöjden är 324 meter över havet och ytan är 27,68 kvadratkilometer. Räknas de 19 avrinningsområdena uppströms in blir den ackumulerade arean 223,48 kvadratkilometer. Lillsjöströmmen som avvattnar avrinningsområdet har biflödesordning 3, vilket innebär att vattnet flödar genom totalt 3 vattendrag innan det når havet efter 171 kilometer. Avrinningsområdet består mestadels av skog (68 procent). Avrinningsområdet har 5,98 kvadratkilometer vattenytor vilket ger det en sjöprocent på 21,6 procent.